# Parafia św. Urbana I w Zielonej Górze
Parafia pw. Świętego Urbana I w Zielonej Górze – rzymskokatolicka parafia, położona w dekanacie Zielona Góra – św. Jadwigi, diecezji zielonogórsko-gorzowskiej, metropolii szczecińsko-kamieńskiej w Polsce, erygowana 1 sierpnia 2009 (wydzielona z terenu parafii św. Jadwigi Śląskiej i parafii pw. Najświętszego Zbawiciela w Zielonej Górze). Na terenie parafii znajduje się Dom Pomocy Społecznej dla Kombatantów, w którym mieści się kaplica pw. Miłosierdzia Bożego.

## Historia parafii
Mając na uwadze racje duszpastersko-administracyjne, biskup Stefan Regmunt z dniem 1 sierpnia 2009 roku erygował parafię rzymskokatolicką pod wezwaniem św. Urbana I w Zielonej Górze, położoną na Wzgórzu Braniborskim, na którym przez wieki uprawiano winną latorośl.
Nowa parafia została wydzielona z terytorium parafii Najświętszego Zbawiciela w Zielonej Górze oraz parafii św. Jadwigi w Zielonej Górze, od której to otrzymała budujący się przy ul. Lubuskiej kościół przeznaczony do celebracji liturgicznych.
Od 2010 plebania mieści się niedaleko kościoła przy ul. Braniborskiej 17. Wezwanie patrona kościoła i parafii św. Urbana I - patrona winiarzy i winnej latorośli, nawiązuje do wielowiekowej winiarskiej tradycji miasta.
W 2011 sprowadzono z Rzymu relikwie pierwszego stopnia św. Urbana I, które umieszczono w relikwiarzu w kościele patronalnym.
1 września 2014 teren parafii został poszerzony o osiedle Raculka.
Wg danych widniejących na stronie kurii w maju 2021 r. – liczy 5 500 wiernych.

## Zasięg parafii
- Braniborska;
- Chmielna;
- Dereszowa;
- Gajowa;
- Glinianki;
- Górna;
- Gronowa;
- Władysława Jagiełły;
- Jeździecka;
- Karowa;
- Kombatantów;
- Kościuszkowców;
- Kucykowa;
- Letnia;
- Lubuska;
- Lwowska nieparzyste;
- Władysława Łokietka;
- Miła;
- Niecała;
- Osiedlowa;
- Piękna;
- Podgórna nieparzyste od 45 do końca;
- Przecznica;
- Przewalskiego Mikołaja;
- Przyleśna;
- Rumakowa;
- Siemiradzkiego Henryka;
- Sorbska;
- Stajenna;
- Strzemienna;
- Szosa Kisielińska nieparzyste 1-37;
- Tarpanowa;
- Tkacka;
- Wileńska;
- Władysława IV;
- Wrocławska parzyste od 26 do końca;

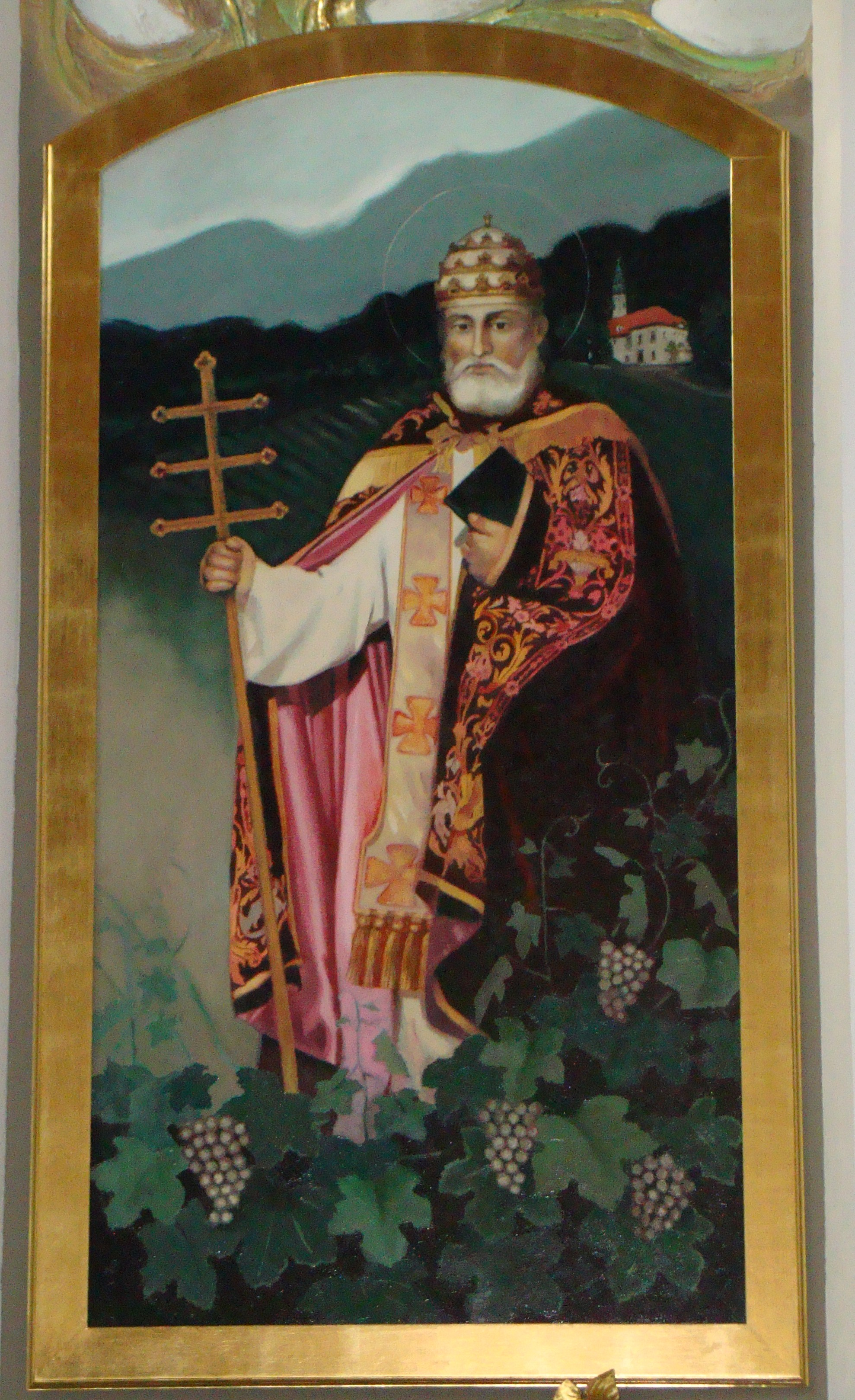
Obraz św. Urbana I w kościele parafialnym

- Wyścigowa;
- Zielonogórska;
- Zielony Las

## Miejsca kultu

### Kościół parafialny
- Kościół św. Urbana I w Zielonej Górze

### Kościoły filialne
- Kaplica pw. Miłosierdzia Bożego w Domu Kombatanta w Zielonej Górze

## Proboszczowie
- ks. kan. Mirosław Donabidowicz (od 1 sierpnia 2009)